# 周文德
周文德（英語：Ven Te Chow，1919年10月7日—1981年7月30日），美籍华裔水文学家、水利工程师和教育家，1919年出生于中国杭州，1981年在美国伊利诺伊州去世。其学术成就对整个世界对水资源的理解和重要性的认识产生了重要影响。

## 生平
1940年，周文德毕业于国立交通大学并获得土木工程理科学士学位；1948年在美国宾夕法尼亚州立大学（Pennsylvania State University）获得工程结构硕士学位；1950年在美国伊利诺伊大学香槟分校（University of Illinois at Urbana-Champaign）获得水利工程博士学位。1951年他在伊利诺伊大学香槟分校土木工程系任教，1958年成为水利工程教授。1962年，周文德加入美国国籍。
周文德教授是国际水资源协会（International Water Resources Association）的创始人和第一任主席，美国地球物理联合会（American Geophysical Union）水文分会主席，美国力学科学院（American Academy of Mechanics）院士和创始成员。1973年，他入选美国国家工程科学院。他还是美国文理科学院会员，1974年獲選中華民國中央研究院第十屆(數理科學組)院士，还曾获得国际灌排委员会（International Commission on Irrigation and Drainage）银质纪念奖章。
周文德教授对社会和其专业产生了重大影响和贡献，包括美国国际开发署资助田纳西河流管理局项目和得克萨斯州水利发展委员会项目。得克萨斯州曾授予他荣誉市民称号。

## 学术贡献
周文德教授的主要学术贡献是在水资源系统分析、随机水文学、流域水动力学和都市排水等方面。也从事河流水力学、结构学和地下水文学等的研究。在美国国家科学基金会支持下，他发展了实验室流域水文模拟，研制了可以任意改变降雨时、空变化过程的人工降雨模拟装置，为分散型的水动力模型的研究创造了有利条件。他研究了许多水文随机模型和水资源系统模型。他与别人合作研究了离散微分动态规划模型，减轻了常规动态规划中的“维数灾”，对水资源系统的最优化提供了方便、实用的方法。

## 著作
周文德教授是两本经典专业书籍的作者和主编，即《明渠水力学》（Open-Channel Hydraulics， 1959年初版）和《应用水文学手册》（Handbook of Applied Hydrology，1965年初版），还是另一本流行教科书《应用水文学》（Applied Hydrology）的合著者（该书在他去世后的1988年出版）。周文德教授总共发表水文学和水资源方面的论文218篇。